# Лівада (Арад)
Лівада (рум. Livada) — село у повіті Арад в Румунії. Адміністративний центр комуни Лівада.
Село розташоване на відстані 418 км на північний захід від Бухареста, 8 км на північний схід від Арада, 53 км на північ від Тімішоари.

## Населення
За даними перепису населення 2002 року у селі проживали 1369 осіб.
Національний склад населення села:
| Національність | Кількість осіб | Відсоток |
| -------------- | -------------- | -------- |
| румуни         | 1276           | 93,2%    |
| угорці         | 77             | 5,6%     |
| німці          | 13             | 0,9%     |

Рідною мовою назвали:
| Мова      | Кількість осіб | Відсоток |
| --------- | -------------- | -------- |
| румунська | 1280           | 93,5%    |
| угорська  | 75             | 5,5%     |
| німецька  | 11             | 0,8%     |